# Reichsjägerhof „Hermann Göring“

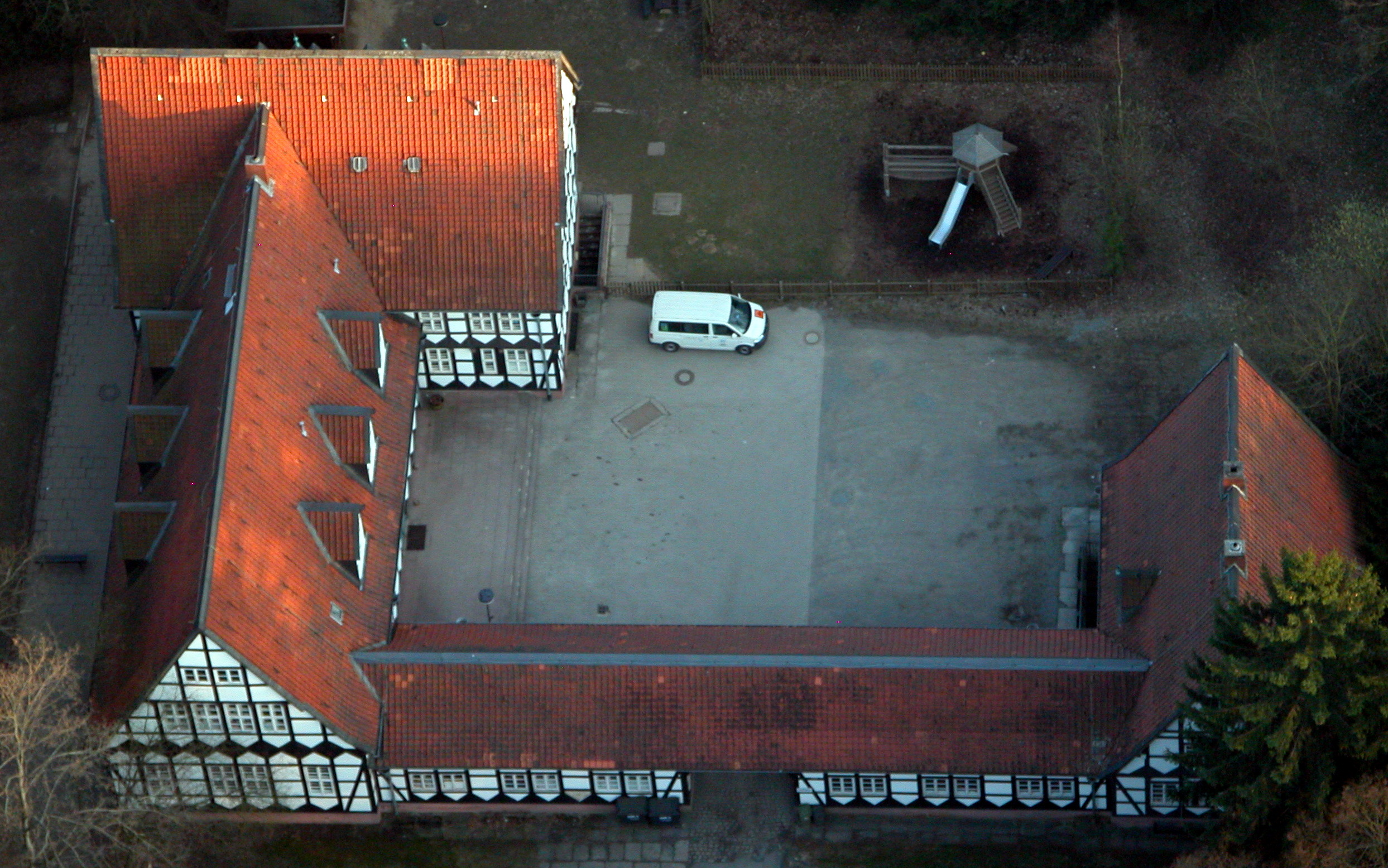
Luftaufnahme vom März 2011

Der Reichsjägerhof „Hermann Göring“ in Riddagshausen bei Braunschweig war einer von zwei forstwirtschaftlichen Großbetrieben, die in der Zeit des Nationalsozialismus errichtet wurden. Er sollte in erster Linie für Tagungen der Gaujägermeister sowie für Staatsjagden der nationalsozialistischen Führung, insbesondere des „Reichsjägermeisters“ Hermann Göring, dienen.

## Geschichte
Der Riddagshäuser Reichsjägerhof entstand ab 1934 auf Betreiben des damaligen NSDAP-Ministerpräsidenten des Freistaates Braunschweig, Dietrich Klagges, der sich so – zusammen mit seinem Parteigenossen, dem Finanz- und Justizminister Friedrich Alpers – die Gunst der Reichsführung in Berlin sichern wollte. Zur Erreichung dieses Ziels suchte Klagges die Nähe Görings, dessen Jagdleidenschaft bekannt war. Klagges schuf dazu zunächst den „Jagdgau Braunschweig“ und ernannte dann Alpers 1934 zu dessen „Gaujägermeister“. Anschließend begannen in der Buchhorst die Bauarbeiten am Reichsjägerhof, dessen Planung der Braunschweiger Architekt Emil Herzig verantwortete. Das Kloster Riddagshausen wurde mit seinen ausgedehnten Teichen in die Anlage integriert. Daneben wurden eine Fasanenzucht, eine Falknerei und ein Wildpark eingerichtet.
Bei der Eröffnung am 5. Mai 1935 übergab Klagges den Betrieb Göring als persönliches Geschenk zu dessen Hochzeit mit der Schauspielerin Emmy Sonnemann. In seiner Dankesrede schuf Göring die Bezeichnung „Reichsjägerhof“. Göring hielt sich dort zweimal zu Staatsjagden für ausländische Diplomaten auf: am 4. November 1935 und im November 1938.
Ein Projekt des Betriebes war die  Erforschung und Ansiedlung des Gerfalken. Hierzu finanzierte die eigens für die Verwaltung des Hofes am 31. März 1935 gegründete Hermann-Göring-Stiftung 1938 die Herdemerten-Grönland-Expedition, die fünf dieser Greifvögel nach Deutschland brachte.
Dieser erste Reichsjägerhof, der – so war geplant – als Prototyp für weitere Anlagen dieser Art dienen sollte, wurde bis 1945 von der Hermann-Göring-Stiftung verwaltet.

### Architektur

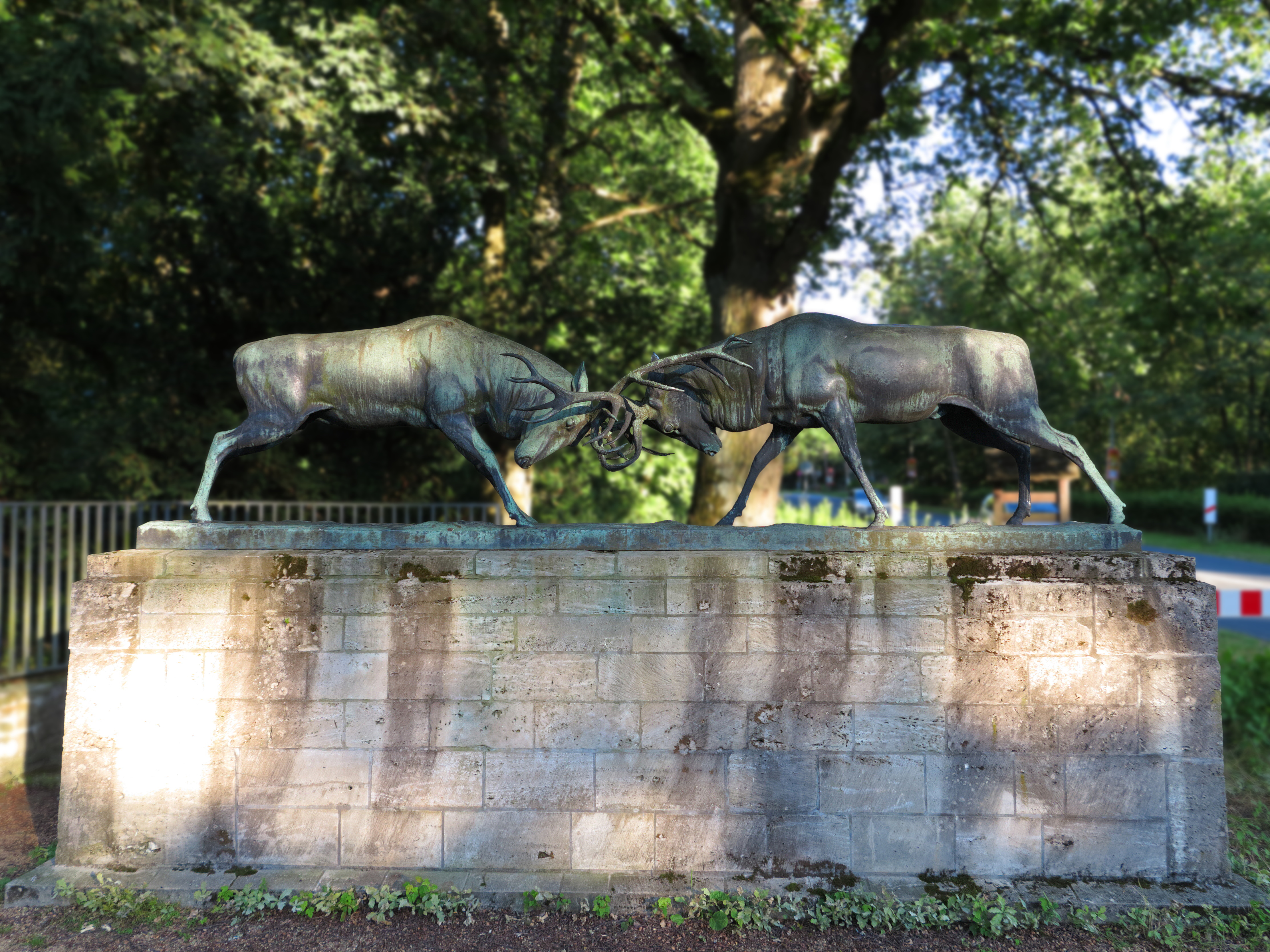
„Kämpfende Hirsche“ am Eingang zum Reichsjägerhof.

Architekt Herzig hat den Gebäudekomplex im Stile eines Niedersachsenhauses in Fachwerkbauweise konzipiert. Der Jägerhof bestand aus einem Hauptgebäude mit Gaujägermeisteramt, Tagungs- und Schulungsräumen sowie Arbeitsräumen und Wohnungen für Forstbeamte. Außerdem gab es einen eigenen Wohntrakt für Göring, den dieser aber nie benutzt hat. An das Gebäude schlossen sich Stallungen und Wirtschaftsgebäude an. Fasanerie und Falkenhof, der den Titel „Reichsfalkenhof“ erhielt, befanden sich etwas vom Gebäudekomplex entfernt.
Die nahe gelegene, 1740 erbaute Waldgaststätte Grüner Jäger wurde 1936 aufwändig umgebaut.

### Pläne zur Verkehrsanbindung
Ab 1937 wurde eine repräsentative und direkte Prachtstraße zwischen dem Braunschweiger Bahnhof und dem Reichsjägerhof geplant. Dazu sollte (ursprünglich) eine überbreite Straßenschneise direkt vom Bahnhof durch die Stadt sowie einen Teil des Riddagshäuser Waldes und des Prinzenparks angelegt werden, mit gleichzeitigem Anschluss an das Luftflottenkommando 2 nahe dem Nußberg sowie dem „SA-Feld“. Der Gesamtplan wurde jedoch nie umgesetzt, lediglich die Verbindung durch den Prinzenpark bis zum Reichsjägerhof wurde bis zur Einweihung am 7. und 8. November 1937 fertiggestellt und „Hermann-Göring-Allee“ genannt.

### Nachkriegszeit
Nach Ende des Zweiten Weltkrieges wurde die Stiftung in Jägerhof-Stiftung umbenannt. Die Liegenschaften des Reichsjägerhofes gingen am 29. März 1955, nach Auflösung der Stiftung, in den Besitz der Stadt Braunschweig über und sind heute Teil des Naturschutzgebietes Riddagshausen und des Landschaftsschutzgebietes Buchhorst. In den Gebäuden befand sich bis Ende 2012 ein integrativer Kindergarten der Braunschweiger Lebenshilfe. Seit 2021 befindet sich eine Kinder- und Jugendwohngruppe des örtlichen Trägers "evangelische Stiftung Neuerkerode" in dem Gebäude. Der Grüne Jäger ist weiterhin ein Restaurant. Die Allee wurde 1945 erst in „Hindenburg-Allee“ umbenannt. 1950 erhielt sie den Namen „Ebertallee“, den sie heute noch trägt.

## Zweiter Reichsjägerhof
Der Riddagshäuser Reichsjägerhof sollte nach dem Willen der Nationalsozialisten als Vorbild für weitere derartige Anlagen in allen Gauen dienen. Diese Idee konnte sich jedoch nicht durchsetzen. Ein weiterer – und letzter – Reichsjägerhof wurde 1936 in der Rominter Heide, im nordöstlichen Ostpreußen, errichtet.